# Джонс, Гильермо
Гилье́рмо Джо́нс (англ. Guillermo Jones; 5 мая 1972, Колон, Панама) — панамский боксёр-профессионал, выступавший в тяжёлой весовой категории. Чемпион мира в первом тяжёлом весе по версии WBA (2008 — 2013).

## Профессиональная карьера

### Полусредний вес
Гильермо дебютировал на профессиональном ринге в 1993 году, в полусреднем весе, под попечительством известного промоутера Дона Кинга.
Провёл в нём 4 поединка, 3 из которых выиграл нокаутом в первом раунде.
Пятый поединок провёл в 1994 году против более опытного и непобеждённого колумбийца, Мануэля Альвареса (11-0). В тяжёлом бою Гильермо победил раздельным решением судей.
В июле 1995 года Гильермо завоевал титул чемпиона Панамы. Через месяц завоевал латиноамериканский титул WBA Fedelatin.

### Первый средний вес
В марте 1996 года Гильермо поднялся в первый средний вес.
15 июня 1996 года Гильермо нокаутировал в первом раунде колумбийца Гильберто Баррето, и завоевал титул латиноамериканский титул WBA Fedelatin.
В августе 1997 году нокаутировал Рикардо Симара (12-2), и завоевал титул WBA Fedelatin. Проведя в итоге 21 непрерывных побед, вышел на ринг с тринидадцем Дэвидом Ноэлем, и неожиданно проиграл нокаутом во втором раунде. Но был назначен матч реванш, в котором Джонс отыгрался за поражение, и нокаутировал Ноэля в первом раунде.
1998 год для Гильермо запомнился двумя яркими противостояниями за чемпионский титул в супер-полусреднем весе с французом Лореном Будуани. В первой схватке была зафиксирована ничья, а во второй, раздельным решением судей, в близком бою победу одержал француз. Гильермо потерпел второе поражение.

### Второй средний вес
После поражения в чемпионском бою Джонс больше года не выходил на ринг, а затем поднялся сразу на две весовые категории.
Провёл три поединка и поднялся в полутяжёлый вес

### Полутяжёлый вес
В полутяжёлой весовой категории Гильермо провёл несколько поединков, самый значимый из которых был рейтинговый бой с боксёром из Тонга, Джаффа Баллогоу (36-3)

### Первый тяжёлый вес
В 2002 году Гильермо по очкам переиграл непобеждённого Тима Уильямсона (13-0).
Следующий бой Гильермо провёл с чемпионом WBO Джонни Нельсоном и завершил его вничью, и снова утратил возможность стать чемпионом мира.
В апреле 2005 года раздельным решением судей Гильермо потерпел третье поражение, уступив в близком бою Стиву Каннингему.
Затем Джонс нокаутировал Келвина Дэвиса и вышел на отборочный бой за звание обязательного претендента по версии WBA с Уэйном Брэтуэйтом.

#### Бой с Уэйном Брэтуэйтом
В сентябре 2005 года состоялся элиминатор за титул WBA между Уэйном Брейтуэтом и бывшим полусредневесом Гильермо Джонсом. В конце 4-го раунда Джонс провёл сумбурную атаку. Затем он прижал Брейтуэйта у канатов и выбросил в голову несколько хуков с обеих рук, после чего провёл пять правых хуков подряд в голову противника. Два последних хука прошли мимо. Однако тут вмешался рефери и прекратил поединок. Решение было спорным. Празднуя победу, Джонс повредил ногу и упал на канвас, где лежал более минуты. В послематчевом интервью рефери Джимми Виллерс сказал, что защитил Брейтуэйта от дальнейшего избиения.

### Тяжёлый вес
После завоевания статуса обязательного претендента, Гильермо сделал перерыв в карьере и вышел на следующий поединок через полтора года. Нокаутировал в январе 2007 года джорнимена Джереми Бэйтса, а затем по очкам переиграл джорнимена Зака Пейджа.

### Возвращение в первый тяжёлый вес
После этого Джонс вышел на заслуженный чемпионский поединок с чемпионом WBA в первом тяжёлом весе, турком Фиратом Арсланом, и нокаутировал его в 10-м раунде.
Первую защиту титула Гильермо провёл спустя более двух лет, но не был лишен его за столь долгое отсутствие в ринге. 2 октября 2010 года Джонс нокаутировал Валерия Брудова.
А спустя ещё более года, во второй защите титула нокаутировал Майкла Маррона. Следующий бой Гильермо был санкционирован как обязательная защита титула, этот бой Джонс провёл в Москве против Дениса Лебедева.

#### Бой с Денисом Лебедевым
Идее проведения поединка с Лебедевым более года, в течение которого бой по разным причинам не мог состояться. Изначально поединок был запланирован на 6 октября, но затем перенесён на 3 недели позже. Долгое время стороны не могли достичь соглашения, но позже контракт был заключён. Дата проведения боя была перенесена с 27 октября на неопределённый срок. Стороны пришли к соглашению, что Гильермо Джонс проведёт промежуточный поединок с американцем Андресом Тейлором 27 октября в Венесуэле, а затем, в случае победы, 17 декабря проведёт обязательную защиту с Лебедевым. Джонс менее чем за неделю отменил свой поединок с Тейлором, а 30 октября 2012 года он отказался встретиться с Денисом Лебедевым по причине травмы. После этого заявления WBA лишила Джонса звания чемпиона мира, объявила его «чемпионом в отпуске» и назначила Дениса Лебедева полноценным чемпионом WBA. Ассоциация также обязала Джонса быть претендентом на титул Лебедева и отсрочила их встречу сроком до 6 месяцев.
17 мая 2013 года Джонс вышел на ринг с долгожданным соперником Денисом Лебедевым. Поединок вышел очень зрелищный и захватывающий. С первого раунда соперники осыпали друг друга градом ударов, но Лебедев нанёс намного больше ударов. 41-летний Джонс держал их достаточно легко. С первого раунда над правым глазом Дениса образовалось рассечение, которое позже переросло в гематому. Денис старался закончить бой досрочно, но Гильермо держал все пропущенные удары. В 11-м раунде обессиленный Денис не смог выдерживать боли от ударов в повреждённый глаз и встал на колено. Как рассказал в интервью Денис Лебедев интернет- журналу fightnews.ru: «Учитывая, что это был конец боя и у меня не осталось сил, чтобы уйти, я принял решение встать на колено (если боксер встал на колено, ему отсчитывают нокдаун. По стоящему на колене боксеру бить нельзя. — vb.kg). После чего этот негодяй ударил меня в затылок. Я подставил руку, можно сказать, это меня и спасло. Я перебрал множество вариантов, но решил встать на колено и закончить бой, чтобы сохранить своё здоровье.» Денис смог подняться после отсчета судьи, но бой продолжен не был, и Лебедев проиграл досрочно. Денис с решением не спорил. 41-летний Гильермо Джонс совершил сенсацию, снова став чемпионом мира, и опроверг котировки букмекеров, которые прогнозировали победу Лебедева в соотношении 8 к 1.
18 октября всемирная боксерская ассоциация (WBA) признала Гильермо Джонса виновным в употреблении запрещенных препаратов, таким образом титул вернулся к Лебедеву.
Ответный бой Джонса с Денисом Лебедевым, который должен был пройти 26 апреля, был отменен, по причине того, что у Джонса были положительные допинг-пробы.

## Проблемы с весом
Гильермо Джонс за профессиональную карьеру имел большие проблемы с весом, и часто был вынужден подниматься в весовых категориях. Начиная спортивную карьеру в полусреднем весе, поднялся до первого тяжёлого и несколько поединков провёл даже в тяжёлом весе.
- Минимальный официальный вес за профессиональную карьеру — 66,1 кг; максимальный — 108,4 кг.